# Пласидо Доминго
Плàсидо Домѝнго (на испански: Plácido Domingo) е испански оперен певец, тенор със световна слава, роден на 21 януари 1941 г. в Мадрид, в семейство на артисти.
През 1950 г. заедно със семейството си се преселва в Мексико, където учи вокална техника, пиано и дирижиране.
Първият му певчески опит е като баритон, а през 1960 г. дебютира като тенор в ролята на Алфредо от операта „Травиата“ на Джузепе Верди.
През следващите три години (1961 – 1963) Доминго работи в Националната опера на Израел, където има повече от 280 представления в 12 различни роли.
През 1966 г. дебютира в Нюйоркската градска опера.
През 1968 г. дебютира в „Метрополитен“. Творческото му сътрудничество с тази опера продължава и до днес (сезон 2006/2007 г.) с общо над 400 участия в 42 роли.
Следват участия в „Ла Скала“, Милано, „Щаатсопер“, Виена, „Ковънт Гардън“, Лондон, оперните театри на Париж, Лос Анджелис, Чикаго, Вашингтон, Барселона, Мадрид, Буенос Айрес и други. Соловият му репертоар включва над 60 главни роли.
Доминго записва и издава повече от 100 албума с класическа оперна музика, както и няколко албума с популярни испански любовни песни.
Несъмнено най-голяма е известността му като един от „Тримата тенори“ заедно с неговите колеги Хосе Карерас и Лучано Павароти, с които популяризират сред широката слушателска аудитория класическото песенно изкуство.
Пласидо Доминго организира или участва в редица големи благотворителни акции, давайки принос в събирането на милиони долари за жертвите на земетресения в Северна Америка, на болестта СПИН и др. Цялостния му артистичен и хуманитарен принос е оценяван многократно – Доминго е носител на високи американски, британски, френски и други отличия. Номиниран е от най-авторитетните издания на света за „Крал на операта“ („Нюзуик“), „Ренесансов мъж в музиката“ („Кориере дела сера“), „Най-велик оперен артист на модерните времена“ („Гардиън“).
През последните години Пласидо Доминго е художествен директор на театрите във Вашингтон и Лос Анджелис.
През август 2019 г. Доминго е обвинен от „няколко жени“ в сексуален тормоз. Инцидентите са се случвали в период, възлизащ на 3 десетилетия от края на 80-те насам. През септември 2019 г. Метрополитън опера обявява, че прекратява отношенията си с Доминго във връзка с тези обвинения. През октомври 2019 г. Доминго подава оставката си от поста генерален директор на операта в Лос Анджелис и се отказва от всички предстоящи участия там.

## Дискография
- „Siempre En Mi Corazon: Y Las Canciones De …“ (1972 г.),
- „Perhaps Love“ (1981 г.),
- „Domingo: Con Amore“ (1982 г.),
- „Adoro“ (1982 г.),
- „Always in My Heart (Songs of Ernesto Lecuona)“ (1983 г.),
- „My Life for a Song“ (1983 г.),
- „Be My Love“ (1984 г.),
- „Christmas with Placido Domingo“ (1984 г.),
- „Save Your Nights for Me“ (1985 г.),
- „At the Philharmonic“ (1989 г.),
- „Unknown Puccini“ (1989 г.),
- „Goya …A Life in Song“ (1989 г.),
- „Sonadores De Espaca“ (1990 г.),
- „Opera Arias“ (1990 г.),
- „Sings Great Love Scenes“ (1990 г.),
- „Zarzuela Arias & Duets“ (1990 г.),
- „Louise“ (1991 г.),
- „Canta Para Todos“ (1991 г.),
- „Noche de Zarzuela“ (1991 г.),
- „Por Fin Juntos“ (1991 г.),
- „The Domingo Songbook“ (1992 г.),
- „Entre Dos Mundos“ (1992 г.),
- „Canta Para Mexico“ (1993 г.),
- „De Mi Alma Latina“ (1994 г.),
- „Nativo“ (1995 г.),
- „Vienna Noel“ (1995 г.),
- „Man of La Mancha“ (1996 г.),
- „Popular Favorites“ (1996 г.),
- „Bajo El Cielo Espacol“ (1996 г.),
- „De Mi Alma Latina, Vol. 2“ (1997 г.),
- „Merry Christmas from Vienna“ (1997 г.),
- „Por Amor“ (1998 г.),
- „Sempre Bel Canto: Legendary First Recital“ (1998 г.),
- „A Gala Christmas in Vienna“ (1998 г.),
- „Live in America“ (1999 г.),
- „The Young Domingo“ (1999 г.),
- „Christmastime in Vienna“ (1999 г.),
- „Mariachi“ (1999 г.),
- „In Concert: Live in Seoul“ (1999 г.),
- „The Other Conquest“ (2000 г.),
- „Canciones de Amor: Songs of Love“ (2001 г.).